# Folha de acanto

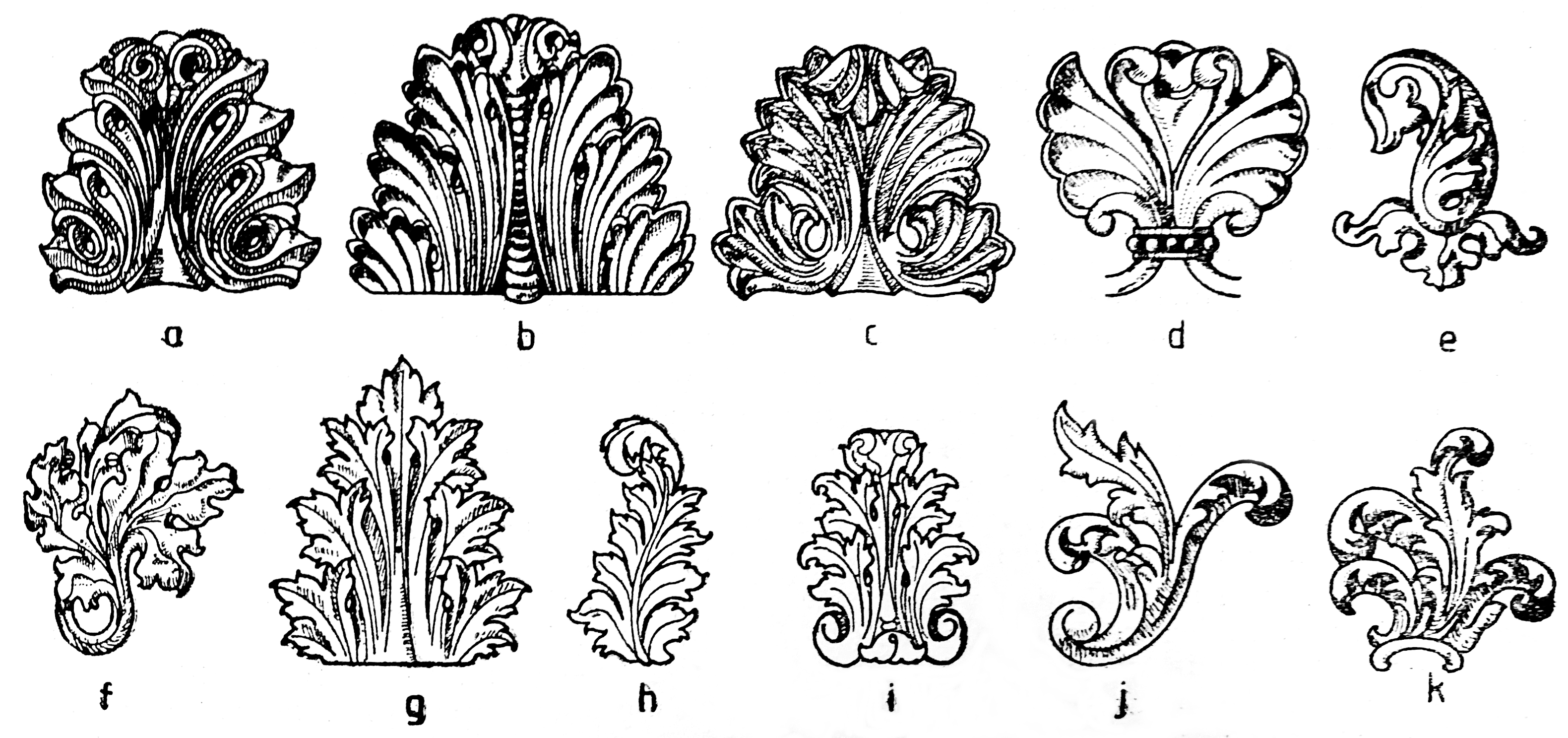
Linha do tempo dos estilos de acanto: a) grego; b) romano; c) bizantino; d) românico; e & f) gótico; g) renascentista; h & i) barroco; j & k) rococó.

A folha de acanto, na arquitetura, é reproduzida como forma de ornamentação — não necessariamente fiel à natureza — utilizadas na ornamentação de colunas da ordens coríntia e compósita.